# Eduard Ionescu
Andrei Eduard Ionescu, född 9 november 2004, är en rumänsk bordtennisspelare.

## Karriär
Vid olympiska sommarspelen 2024 i Paris blev Ionescu utslagen i den andra omgången i singel av taiwanesiske Kao Cheng-jui.